# Sauro (Croazia)
Sauro (in croato Savar) è un insediamento (naselja) del comune di Sale in Croazia. È situato sulla costa di Isola Lunga (in croato Dugi otok), un'isola croata dell'arcipelago dalmata.
Il paese - noto già in epoca romana per la qualità della pietra da costruzione estratta dalle cave nei pressi - è oggi una località turistica. La sua maggiore attrazione è un isolotto di un centinaio di metri di lunghezza collegato alla costa isolana da un tombolo.
L'isoletta comprende, oltre ad un boschetto d'alberi, alcuni edifici, in parte abbandonati, tra cui una chiesa preromanica del IX secolo, con annesso cimitero, che conservava un fonte battesimale del periodo barocco con scritte in alfabeto glagolitico, recentemente traslato nella chiesa parrocchiale.